# Fridrikh Gorenshtein
Friedrich Gorenstein (russo: Фридрих Наумович Горенштейн, tr. Fridrikh Naumovich Gorenshteyn; Kiev, 18 de março de 1932 – Berlim, 2 de março de 2002) foi um escritor e roteirista judeu ucraniano.
Suas obras tratam principalmente do estalinismo, do antissemitismo e da visão filosófico-religiosa de uma coexistência pacífica entre judeus e cristãos.

## Biografia
Gorenstein nasceu em uma família de judeus ucranianos, seu pai, Naum Isaevich Gorenstein (1902-1937), era professor de economia política. Sua mãe, Enna Abramovna Prilutskaya, era educadora. Durante as repressões estalinistas, seu pai foi preso em 1935 e enviado à GULAG. Ele foi baleado em 1937 depois de tentar fugir. Após a prisão de seu pai, Friedrich carregou o nome da mãe (Felix Prilutsky). Mais tarde, ele recuperou seu nome original. Sua mãe era a diretora de uma casa para menores infratores em Berdichev, Ucrânia. Durante a invasão nazista de 1941, ele e sua mãe foram evacuados para Orenburg, nos Urais. Sua mãe morreu de tuberculose em 1943, em Orenburg. Frederick foi colocado em um orfanato. Após a guerra, ele foi criado por suas tias, Zloty e Rachel, em Berdichev.
Após a Segunda Guerra Mundial, Gorenstein lutou como trabalhador não qualificado, até que a De-Estalinização de Nikita Khrushchev permitiu que ele voltasse a Kiev. Ele estudou mineração em Dnipropetrovsk nos anos 50 e trabalhou como mineiro e engenheiro de mineração nas Montanhas Urais e na Ucrânia.
Gorenstein mudou-se para Moscou em 1962 para completar seu curso de cenógrafo na Universidade Estadual de Cinema. Ele começou a escrever roteiros para se sustentar. A maioria de suas adaptações foram censuradas, mas ele conseguiu terminar seus trabalhos, inclusive escrevendo o roteiro para o filme de ficção científica Solaris de 1972, dirigido por Andrei Tarkovsky. Ele também escreveu livros, mas nenhum foi publicado, exceto "Дом с башенкой". (A Casa com a Torre; 1964).
Em 1977, Gorenstein liberou suas obras através de prensas de emigração estrangeiras para contornar a censura. Isso e sua filiação ao sindicato dos escritores proibidos e à Metrópole de Almanach por Vasily Aksyonov o colocaram em problemas com o governo soviético. Ele recebeu uma bolsa do Serviço Alemão de Intercâmbio Acadêmico e emigrou para Berlim em 1979, trabalhando lá como escritor até sua morte em 2002. Seu romance Place foi indicado para o prêmio Russian Booker Prize de 1992.
Em 1995, ele foi membro do júri do 19º Festival Internacional de Cinema de Moscou.

## Temas
Os temas de Gorenstein refletem a vida política repressiva que ele testemunhou na Rússia comunista. Ele expressou sua crença em uma nação unida e pacífica com conformidade e sem totalitarismo e antissemitismo. Seu trabalho A Casa com a Torre tem temas existencialistas no estilo de Franz Kafka, Albert Camus, e Jean-Paul Sartre. Outras obras se afastam do existencialismo e incorporam temas religiosos, particularmente o judaísmo. Um exemplo é Berdychev, que relata a vida de um judeu na Ucrânia pré-WWII.

## Trabalhos selecionados
- Die Sühne [A Expiação] (em alemão). [S.l.]: Luchterhand. 1979. ISBN 3472864907
- Gorenstein, Friedrich (1988). Compagnons de Route (em francês). [S.l.]: Compagnons de Route. ISBN 2877060047
- Kim ou l'hiver 53: Nouvelles [Kim, or Winter '53: Novellas]. [S.l.]: Editions Gallimard. 1989. ISBN 2070713156
- Rue Des Aubes Rouges [Rua do Amanhecer Vermelho] (em francês). [S.l.]: L'Age D'Homme. 1990. ISBN 2825100595
- La Place: roman politique tiré de la vie d'un jeune homme [O Lugar: Um romance político da vida de um homem jovem] (em francês). [S.l.]: L'Age D'Homme. 1991. ISBN 2877061035
- Psalm: Ein betrachtender Roman über die vier Strafen Gottes [Salmo: Um romance contemplativo das Quatro Punições de Deus] (em alemão). [S.l.]: Rütten & Loening. 1992. ISBN 3352004420
- Tschok-Tschok (em russo). [S.l.]: Rütten & Loening. 1993. ISBN 3352004692
- Skrjabin: Poem der Ekstase; Roman [Skrjabin: Poema de êxtase, um romance]. [S.l.]: Aufbau Verlag GmbH. 1994. ISBN 3351022468
- Malen, wie die Vögel singen: ein Chagall-Roman [Pintura enquanto os pássaros cantam: um romance de Chagall] (em alemão). [S.l.]: Aufbau Verlag GmbH. 1996. ISBN 3351023634
- Champagner mit Galle [Champanhe com bílis] (em alemão). [S.l.]: Aufbau Verlag GmbH. 1997. ISBN 3351028342
- Redemption. Col: The Russian Library. [S.l.]: Columbia University Press. 2019. ISBN 978-023118515-8

## Filmografia
- 1966: Первый учитель (O Primeiro Professor)
- 1972: Нечаянные радости (Alegria não intencional) (inacabado)
- 1972: Solaris
- 1974: The Seventh Bullet (filme de 1972)
- 1975: Prisoners of Love[3]
- 1976: Раба любви (O Escravo do Amor)
- 1978: Комедия ошибок (A Comédia dos Erros) (TV)
- 1985 (produzido em 1991): Infanticide[7]